# Alliance française de Cieszyn
L'Alliance française de Cieszyn a été créée au début des années 1990 au sein de l'antenne de Cieszyn de l'Université de Silésie (Ośrodek "Alliance Francaise" przy Filii Uniwersytetu Śląskiego), sous l'impulsion notamment de sa directrice Jadwiga Warchoł, professeur de cette université, auteur d'une thèse sur la réception des contes de Voltaire en Pologne.
En 2005, a été créée une association sans but lucratif Śląskie Stowarzyszenie Alliance Française (KRS: 0000251857) pour en reprendre les activités, dans un local loué par la municipalité de la ville. La difficulté de boucler le budget en raison des coûts fixes incompressibles et d'un nombre d'inscrits aux cours relativement limité, malgré leur fort intérêt, a conduit à mettre en sommeil ses activités en 2008.

## Adresse
- Rynek 6, 43-400 Cieszyn (à partir de 2005)
- ul. Bielska 68, 43-400 Cieszyn (jusqu'en 2005)[2]

## Responsables
- Présidente : Barbara Grabowska
- Secrétaire : Jerzy Ubik
- Vice-présidente/trésorière : Anna Lewczuk